# 毛德 (艾奧瓦州)
毛德（英語：Maud）是位於美國愛荷華州阿勒馬基縣的一個非建制地區。該地的面積和人口皆未知。